# Erik Vinberg
Erik Torsten Vinberg, född 14 september 1900 i Skövde, död 17 oktober 1965, var en svensk jurist och ämbetsman. Han var bror till Anna-Lisa Vinberg och sedan 1941 gift med Margit Vinberg.
Vinberg, som var son till tandläkare Isak Vinberg och Rachel Klein, avlade studentexamen i Skövde 1918 och blev juris kandidat vid Uppsala universitet 1923. Efter tingstjänstgöring i Gudhems och Kåkinds domsaga samt Skånings, Valle och Vilske domsaga 1923–1926 tjänstgjorde han vid Göta hovrätt 1926–1933, vid polisväsendet i Göteborg 1933–1935, genomgick polischefskurs 1936, var landsfogde i Hallands län 1936–1948 och byråchef vid Riksåklagarämbetet sedan 1948. Under sin tid i Halmstad var han krigsfiskal vid Hallands regemente och Hallands flygflottilj.